# Zsolt Németh (polityk)
Zsolt Németh (ur. 14 października 1963 w Budapeszcie) – węgierski polityk i ekonomista, długoletni deputowany, poseł do Parlamentu Europejskiego V kadencji (2004), w latach 1998–2002 i 2010–2014 wiceminister spraw zagranicznych.

## Życiorys
W 1987 ukończył studia ekonomiczne na Uniwersytecie Ekonomicznym im. Karola Marksa w Budapeszcie. Podjął następnie pracę na tej uczelni. Pod koniec lat 80. kształcił się w St Antony’s College w Oksfordzie.
W 1988 został współzałożycielem Fideszu, pełnił obowiązki jego wiceprezesa. W 1990 uzyskał po raz pierwszy mandat posła do Zgromadzenia Narodowego, następnie był wybierany na kolejne kadencje w 1994, 1998, 2002, 2006, 2010, 2014, 2018 i 2022. Reprezentował Węgry w Zgromadzeniu Parlamentarnym Rady Europy. Od 2003 pełnił funkcję obserwatora w Parlamencie Europejskim, od maja do lipca 2004 sprawował mandat eurodeputowanego V kadencji w ramach delegacji krajowej.
W pierwszym rządzie Viktora Orbána pełnił obowiązki wiceministra spraw zagranicznych (1998–2002). Powrócił na tę funkcję w 2010, wykonując ją do 2014.
Odznaczony polską Odznaką Honorową „Bene Merito” (2010).